# Apostelkirche (Konstantinopel)

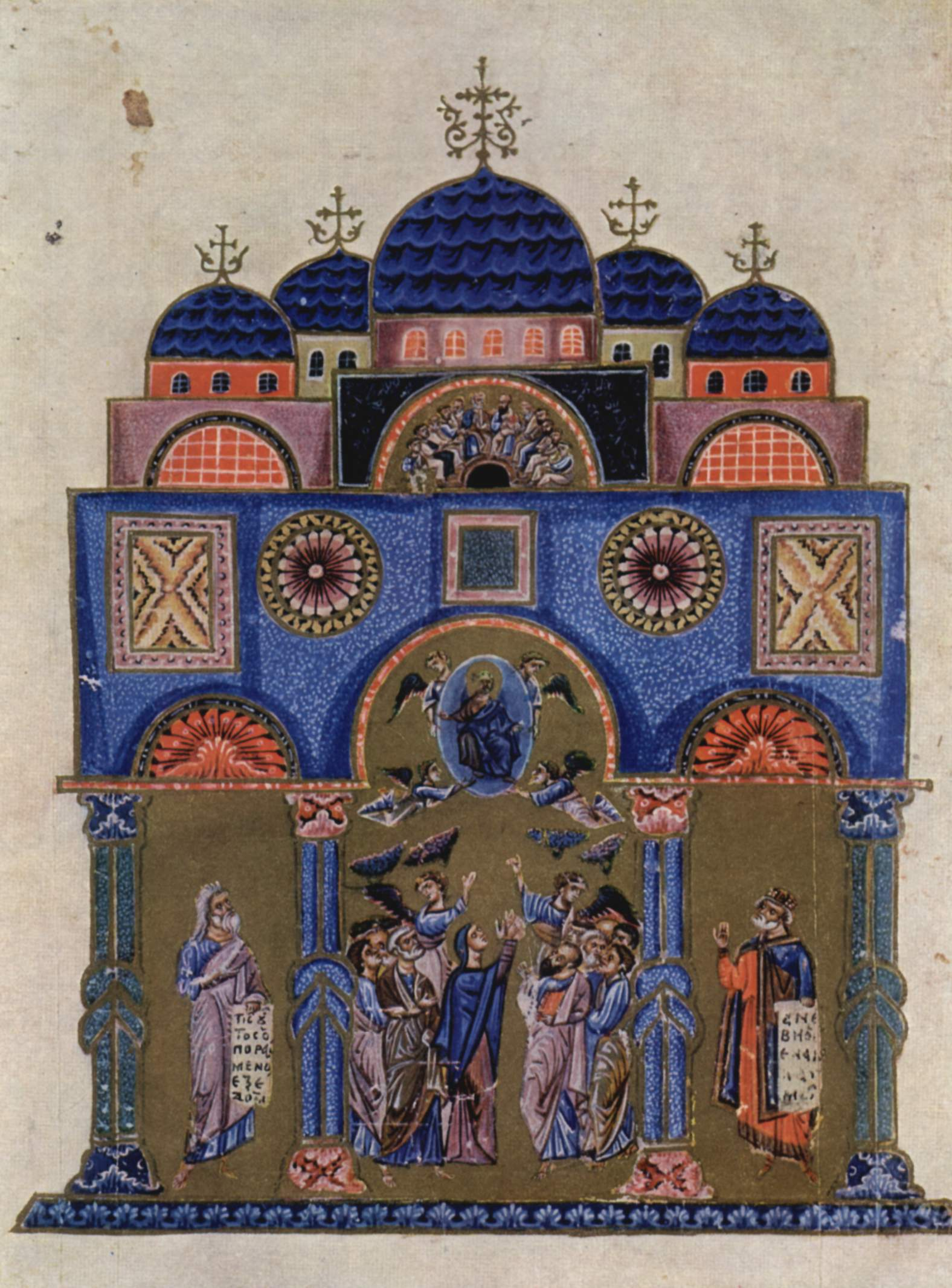
Darstellung der Himmelfahrt Christi aus dem Marienhomiliar des Mönchs Jakobos Kokkinobaphos (12. Jahrhundert). Bibliothèque nationale de France, Paris, MS gr. 1208, fol. 3v.

Die Apostelkirche (griechisch Άγιοι Απόστολοι Agioi Apostoloi, von den Byzantinern auch Polyandreion oder Myriandrion genannt) war eine christliche Kirche in Konstantinopel, der ehemaligen Hauptstadt des Byzantinischen Reiches. Nach der Hagia Sophia war die Apostelkirche die bedeutendste unter den großen Kirchen des Oströmischen Reiches. Ihre Anfänge lassen sich bis in die Zeit der Neugründung der Stadt durch Konstantin den Großen zurückverfolgen. Während der Herrschaft Justinians I. wurde sie neu errichtet. Vom Tod Konstantins bis ins 11. Jahrhundert n. Chr. diente sie als Begräbnisstätte der byzantinischen Kaiser. Nach der Eroberung von Konstantinopel im Jahr 1453 durch die Osmanen und der Umwandlung der bisherigen Hauptkirche Hagia Sophia in eine Moschee wurde sie für kurze Zeit Kathedrale der Patriarchen von Konstantinopel. Schon 1461 allerdings wurde die Apostelkirche, die sich mittlerweile in einem schlechten baulichen Zustand befand, abgerissen, um Platz für die neu zu errichtende Fatih-Moschee zu schaffen. Der Sitz des Patriarchats wurde zugleich in die Pammakaristos-Kirche verlegt. Einen ungefähren Eindruck vom Aussehen der Apostelkirche vermittelt noch heute der nach ihrem Vorbild errichtete Markusdom in Venedig.

## Der Bau des 4. Jahrhunderts n. Chr.
Nachdem Konstantin der Große seinen Konkurrenten Licinius besiegt und so die Alleinherrschaft über das Römische Reich erlangt hatte, gründete er 324 n. Chr. an der Stelle des alten Byzantion seine neue Residenz Konstantinopel. Wie einige seiner unmittelbaren Vorgänger, die Kaiser der Tetrarchie, wollte auch er sich in seiner Residenz bestatten lassen. Daher ließ er sich auf einem der höchsten Punkte Konstantinopels am Nordstrang der Mese, der Hauptstraße der Stadt, einen Grabbau anlegen, der spätestens 337, als Konstantin starb, fertiggestellt war. Eusebius von Caesarea berichtet, der Bau sei sowohl als Grabstätte als auch als Kirche genutzt worden. Konstantins Sarkophag befand sich in der Nähe des Altars und war von zwölf thekai umgeben, die für die zwölf Apostel standen. Teilweise ist entgegen der einseitig christlichen Interpretation durch Eusebius auch ein synkretistischer Kaiserkult Konstantins, der christliche und solare Vorstellungen verknüpfte, als Ursprung des Bauprogramms erwogen worden.
Unter Constantius II., dem Sohn und Nachfolger Konstantins, scheinen zahlreiche Veränderungen an der Anlage stattgefunden zu haben. Eine Lobrede des späteren Kaisers Julian erwähnt Baumaßnahmen. Infolge eines Erdbebens mussten 358 n. Chr. Reparaturmaßnahmen durchgeführt werden. Der Patriarch Makedonios ließ aus Sicherheitsgründen den Leichnam Konstantins zeitweise aus der Kirche entfernen, was ihm sowohl Teile der Bevölkerung Konstantinopels als auch Kaiser Constantius übel nahmen. Die Tatsache, dass in der schriftlichen Überlieferung ab Ende des 4. Jahrhunderts von zwei miteinander verbundenen Bauten, von einer Kirche und von einem Mausoleum Konstantins, gesprochen wird, legt nahe, dass bei den Umbaumaßnahmen unter Constantius II. einer von beiden neu entstanden ist. Ob der Kaiser dabei eine neue Kirche an den Grabbau seines Vaters anfügen ließ oder ob er einen neuen Grabbau errichten und den Sarkophag Konstantins aus der Kirche in diesen überführen ließ, lässt sich nicht endgültig klären. Ab dem 5. Jahrhundert n. Chr. finden sich Quellen, die Constantius II. sowohl den Bau der Kirche als auch den des Mausoleums zuschreiben. Im Jahr 356 wurden die Reliquien von Andreas, Lukas und Timotheus (die beiden letzteren waren Apostelschüler) in die Kirche übertragen.
Nach seinem Tod wurde Constantius ebenso wie seine Frau im Mausoleum seines Vaters bestattet. Auch andere spätantike Kaiser und ihre Angehörigen fanden hier oder in weiteren, an die Kirche angebauten Anlagen ihre letzte Ruhe. Die Sarkophage von Jovian, Valentinian I., seiner Frau Flacilla und etwas später auch von Julian standen in einer Stoa nördlich der Kirche, die des Kaiserpaars Arcadius und Aelia Eudoxia sowie ihres Sohnes Theodosius II. in einer ähnlichen Anlage im Süden. Theodosius I. wurde wiederum im Konstantinsmausoleum begraben.

## Der Bau des 6. Jahrhunderts n. Chr.
Während der Herrschaft des Kaisers Justinian I. galt die Kirche als nicht mehr großartig genug. Die Apostelkirche wurde daher abgerissen und am selben Platz von Grund auf neu errichtet. Das Mausoleum Konstantins, die Nord- und die Südstoa mit den Sarkophagen der verschiedenen Kaiser blieben erhalten. Der Geschichtsschreiber Procopius schrieb den Neubau Justinian zu, während der als Pseudo-Kodinos bekannte Historiker ihn der Kaiserin Theodora zuordnete. Die zweite Apostelkirche wurde am 28. Juni 550 geweiht. Sie war von den Architekten der Hagia Sophia, Anthemios von Tralles und Isidor von Milet, als kreuzförmiger Bau mit fünf Kuppeln entworfen und errichtet worden. Je eine Kuppel überwölbte die vier Arme des Kreuzes. Die Vierung zwischen den Kreuzarmen trug die fünfte, noch größere und mit Fenstern ausgestattete Kuppel; jeder Kreuzarm war dreischiffig. Im Westen des westlichen Arms des Kreuzes setzte das Atrium an. An den nördlichen Kreuzarm ließ Justinian ein weiteres Mausoleum anfügen, das ebenfalls kreuzförmig war und in dem später er und seine Frau bestattet wurden.
Für mehr als 700 Jahre war die Apostelkirche nach der Hagia Sophia die zweitwichtigste Kirche in Konstantinopel. In der Nachfolge der spätantiken Kaiser wurden auch die meisten byzantinischen Kaiser bis zum 11. Jahrhundert in den Mausoleen der Apostelkirche beigesetzt. In der Kirche selbst fanden die Patriarchen der Stadt ihre letzte Ruhe. Zu den Reliquien von Andreas, Lukas und Timotheus kamen später auch die des heiligen Johannes Chrysostomus – 407 in der Verbannung gestorben, 438 durch Proklos hierher überführt – und anderer Kirchenväter, Heiliger und Märtyrer. Die Kirche besaß auch einen Teil der Geißelsäule, an die Jesus gebunden und dann geschlagen worden war. In den Jahren ihrer Existenz erwarb die Apostelkirche große Mengen Gold, Silber und Edelsteine, die von den Gläubigen gespendet wurden. Im 9. Jahrhundert wurde sie durch Kaiser Basileios I. erneuert. Wahrscheinlich ging es dabei auch um die Ausgestaltung mit bildlichem Schmuck, die während der Zeit des Bilderstreits gelitten haben dürfte. Mit Konstantin VIII. wurde 1028 der letzte byzantinische Kaiser bei der Apostelkirche bestattet. In der Folgezeit wurde es üblich, dass sich Kaiser eigene Begräbniskirchen für sich und ihre Angehörigen errichteten, wie es etwa Johannes II. Komnenos mit dem Pantokratorkloster tat.
1203 sah sich Kaiser Alexios III. aufgrund von akutem Geldmangel gezwungen, die Gräber seiner Vorgänger zu plündern. Die Kirche wurde 1204 während des Vierten Kreuzzugs erneut ausgeraubt. Der Chronist Niketas Choniates notierte, dass die Kreuzfahrer die Gräber der Kaiser plünderten und die Sarkophage ihres Schmucks aus Gold und Edelsteinen beraubten. Auch das Grab Justinians wurde nicht verschont. Das Grab des Kaisers Herakleios wurde geöffnet und seine goldene Krone wurde mit den Haaren, die noch daran klebten, gestohlen. Einige dieser Schätze wurden nach Venedig gebracht, wo sie im Markusdom besichtigt werden können.
Als Michael VIII. die Stadt von den Kreuzfahrern zurückeroberte, ließ er eine Statue des Erzengels Michael in der Apostelkirche aufstellen, um sich und diesen Sieg zu feiern. Die Kirche wurde unter Kaiser Andronikos II. im frühen 14. Jahrhundert wiederhergestellt, verfiel jedoch bald, da das byzantinische Reich große Teile seines Machtbereichs verlor und die Bevölkerung der Hauptstadt sich verringerte. Der Florentiner Cristoforo Buondelmonti sah die verfallende Kirche im Jahre 1420.
1453 erlag Konstantinopel dem Ansturm der osmanischen Türken. Die Hagia Sophia wurde in eine Moschee umgewandelt und Sultan Mehmed II. befahl dem griechischen Patriarchen Gennadius Scholarius in die Apostelkirche umzuziehen, die dadurch zum Mittelpunkt der Orthodoxie wurde. Das Stadtviertel, in dem sich die Kirche befand, wurde von Türken besiedelt, und bald wuchsen die Feindseligkeiten gegenüber einem so großen und zentral gelegenen Gebäude in den Händen der Christen. Gennadius entschied sich, vor allem aber auch wegen des schlechten baulichen Zustandes der Kirche, den Sitz des Patriarchats in die Pammakaristos-Kirche im christlichen Stadtteil Phanar zu verlegen.
Sultan Mehmed II. ließ die Apostelkirche 1461 abreißen und gab den Auftrag, am selben Platz eine Moschee von vergleichbarer Schönheit und Großartigkeit zu errichten. Das Resultat war die Fatih-Moschee (Moschee des Eroberers), deren Nachfolgebau aus dem 18. Jahrhundert heute an der Stelle der Apostelkirche steht und in deren Nähe sich das Grab Mehmeds befindet.

### Bildliche Darstellungen der Apostelkirche

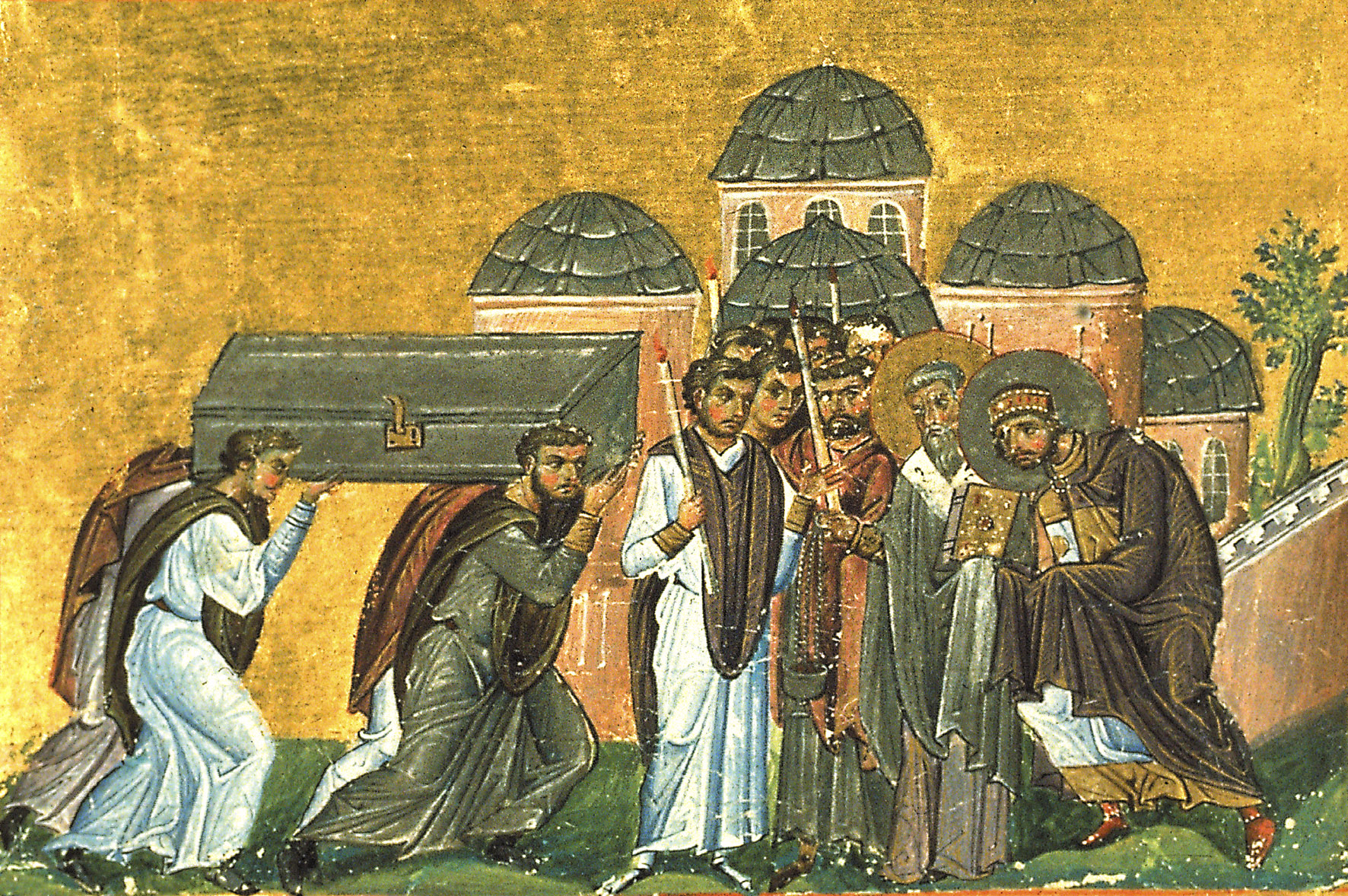
Die Überführung der Reliquien des Heiligen Johannes Chrysostomos in die Apostelkirche. Miniatur aus dem Menologion Basileios’ II.

### Von der Apostelkirche beeinflusste Bauten

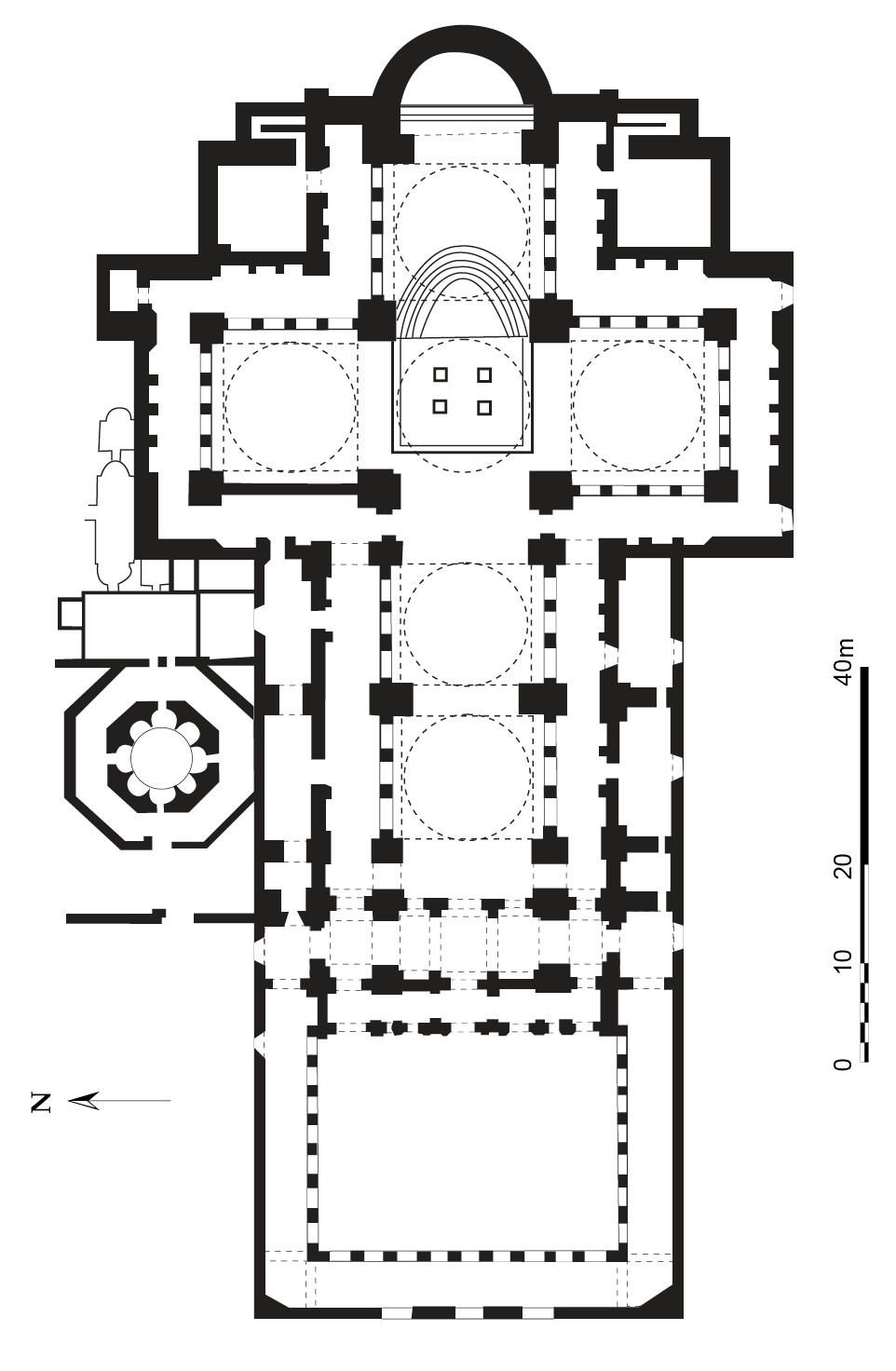
Johanneskirche in Ephesos (6. Jh.)
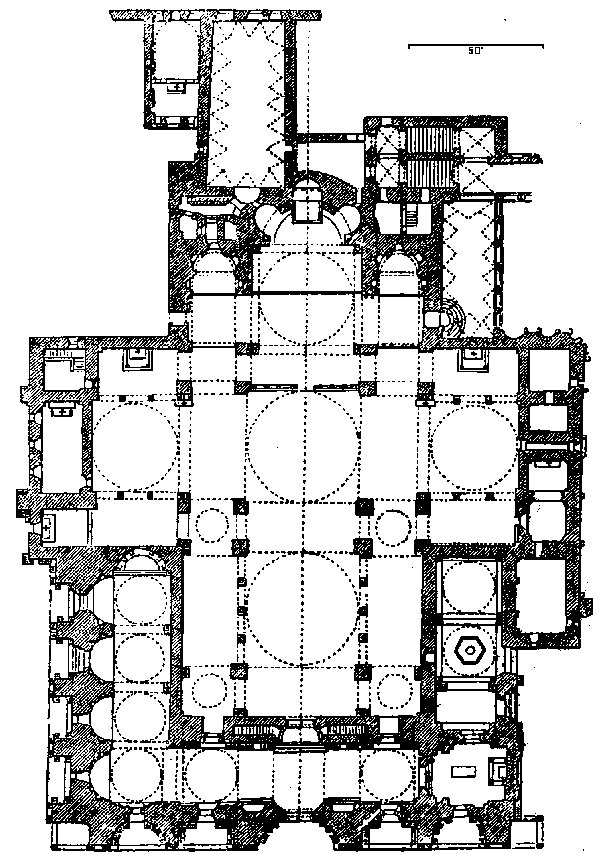
Markusdom in Venedig (11. Jh.)
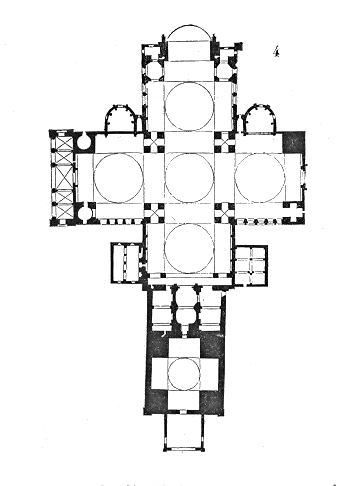
Kathedrale von Périgueux (12. Jh.)